# Taka (Hyōgo)
Taka (多可町 Taka-chō?) es un pueblo localizado en la prefectura de Hyōgo, Japón. En junio de 2019 tenía una población estimada de 19.837 habitantes y una densidad de población de 107 personas por km². Su área total es de 185,19 km².

## Geografía

### Localidades circundantes
- Prefectura de Hyōgo
  - Nishiwaki
  - Kasai
  - Tanba
  - Asago
  - Ichikawa
  - Kamikawa

## Demografía
Según datos del censo japonés, la población de Taka ha disminuido en los últimos años.
| Año del censo | Población |
| ------------- | --------- |
| 1995          | 25.440    |
| 2000          | 25.331    |
| 2005          | 24.304    |
| 2010          | 23.104    |
| 2015          | 21.200    |